# Damián
Damián (též Damian nebo Damien) je mužské křestní jméno řeckého původu. Pochází z řeckého jména Damianos, které znamená krotitel či pokořitel. Svátek slaví buďto 27. září, společně se jménem Jonáš, nebo 1. listopadu, společně se jménem Felix.
Nejznámějším nositelem je pravděpodobně svatý Damián, který byl spolu se svým bratrem Kosmou křesťanským mučedníkem popraveným za vlády císaře Diokleciána.
Ženská podoba tohoto jména je Damiána, popřípadě Damiana.

## Domácké podoby
Mezi domácké podoby jména Damián patří Dam, Damík, Damiánek, Damíček, Damoš, Damouš, Damošek a Damoušek.

## Obliba jména
Jméno Damián je v současnosti v Česku velmi oblíbené a od počátku 21. století jeho obliba strmě vzrůstá. Nejvíce nositelů se podle dostupných údajů narodilo v roce 2016 (celkem 145), ale lze předpokládat, že v následujících letech, pro které již údaje neexistují, počet novorozenců s tímto jménem ještě vzroste. Do počátku 21. století však bylo jméno velmi vzácné a roční počet nově narozených nikdy nepřesáhl deset. Nejstarší nositel žijící k roku 2016 se narodil v roce 1936.
Celkový nárůst počtu nositelů mezi lety 2010 a 2016 je 161 %.
| Rok  | Počet nositelů | Změna oproti předchozímu roku |
| ---- | -------------- | ----------------------------- |
| 2010 | 418            | –                             |
| 2011 | 536            | +28,23 %                      |
| 2012 | 605            | +12,87 %                      |
| 2013 | 712            | +17,69 %                      |
| 2014 | 818            | +14,89 %                      |
| 2015 | 941            | +15,04 %                      |
| 2016 | 1 091          | +15,94 %                      |

## Významné osobnosti
- Damián Bariš – slovenský fotbalista
- Damian Bryl – polský římskokatolický biskup
- Damiano Caruso – italský cyklista
- Damiano Cunego – italský cyklista
- Damien Dante – český streamer
- Damian Hardung – německý herec
- Damian Kallabis – německý atlet
- Damian Lewis – britský herec a producent
- Damian Lillard – americký basketbalista
- Damian Marley – jamajský reggae umělec
- Damiano Marzotto Caotorta – italský římskokatolický kněz
- Damian McGinty – irský zpěvák a herec
- Damián Němec – český římskokatolický kněz
- Damian Sickingen – rakouský generál
- Damián Szifrón – argentinský filmový režisér a scenárista
- Damian Šimůnek – český římskokatolický kněz a národní buditel
- Damian Warner – kanadský atlet
- Damian Zbozień – polský fotbalista
- Damian Zimoń – polský arcibiskup
- Damian Żurek – polský rychlobruslař